# The Roundhouse Tapes
The Roundhouse Tapes is een live muziekalbum van de Zweedse band Opeth. Het is opgenomen in Londen in The Roundhouse. De opnamen geven de mix van progressieve deathmetal en progressieve rock die de band speelt weer.

## Composities
Allen van Opeth:
CD1
1. When
2. Ghost of Perdition
3. Under the Weeping Moon
4. Bleak
5. Face of Melinda
6. The Night and the Silent Water

CD2
1. Windowpane
2. Blackwater Park
3. Demon of the Fall

## Bezetting
- Mikael Åkerfeldt – zang, gitaar
- Peter Lindgren – gitaar
- Martin Mendez – basgitaar
- Per Wiberg – toetsen, zang
- Martin Axenrot – slagwerk